# Rafael Lesmes
Rafael Lesmes Bobed (Ceuta, 9 novembre 1926 – Valladolid, 8 ottobre 2012) è stato un calciatore spagnolo, di ruolo difensore.

## Biografia
Anche suo fratello Francisco Lesmes (detto Paco) fu un calciatore.

## Carriera

### Club
Proveniente dall'Atlético Tetuán, che giocava nel campionato spagnolo durante il Protettorato spagnolo del Marocco, nel 1949 Lesmes si trasferì al Real Valladolid.
Egli componeva una solida difesa nel Real Valladolid, insieme a suo fratello Paco, a Román Matito e al portiere José Luis Saso. Questo reparto difensivo passò alla storia con il soprannome di El Muro del Pisuerga, facendo riferimento al fiume che attraversa la città di Valladolid.
Le sue prestazioni attirarono l'interesse del Real Madrid, in cui giocò dal 1952 al 1960.

### Nazionale
Con la Nazionale spagnola conta una presenza.

## Palmarès
- Campionato spagnolo: 4

Real Madrid: 1953-1954, 1954-1955, 1956-1957, 1957-1958
- Coppa Latina: 2

Real Madrid: 1955, 1957
- Coppa dei Campioni: 5

Real Madrid: 1955-1956, 1956-1957, 1957-1958, 1958-1959, 1959-1960

## Statistiche

### Cronologia presenze e reti in nazionale
| Cronologia completa delle presenze e delle reti in nazionale ― Spagna | Cronologia completa delle presenze e delle reti in nazionale ― Spagna | Cronologia completa delle presenze e delle reti in nazionale ― Spagna | Cronologia completa delle presenze e delle reti in nazionale ― Spagna | Cronologia completa delle presenze e delle reti in nazionale ― Spagna | Cronologia completa delle presenze e delle reti in nazionale ― Spagna | Cronologia completa delle presenze e delle reti in nazionale ― Spagna | Cronologia completa delle presenze e delle reti in nazionale ― Spagna |
| Data                                                                  | Città                                                                 | In casa                                                               | Risultato                                                             | Ospiti                                                                | Competizione                                                          | Reti                                                                  | Note                                                                  |
| --------------------------------------------------------------------- | --------------------------------------------------------------------- | --------------------------------------------------------------------- | --------------------------------------------------------------------- | --------------------------------------------------------------------- | --------------------------------------------------------------------- | --------------------------------------------------------------------- | --------------------------------------------------------------------- |
| 15/10/1958                                                            | Madrid                                                                | Spagna                                                                | 6 – 2                                                                 | Irlanda del Nord                                                      | Amichevole                                                            | -                                                                     |                                                                       |
| Totale                                                                |                                                                       | Presenze                                                              | 1                                                                     |                                                                       | Reti                                                                  | 0                                                                     |                                                                       |